# タルシス三山
タルシス三山（タルシスさんざん、英: Tharsis Montes）は、火星のタルシス地域にある3つの巨大な楯状火山。三山とは北から南に順に、アスクレウス山、パヴォニス山、アルシア山である。

## 地形

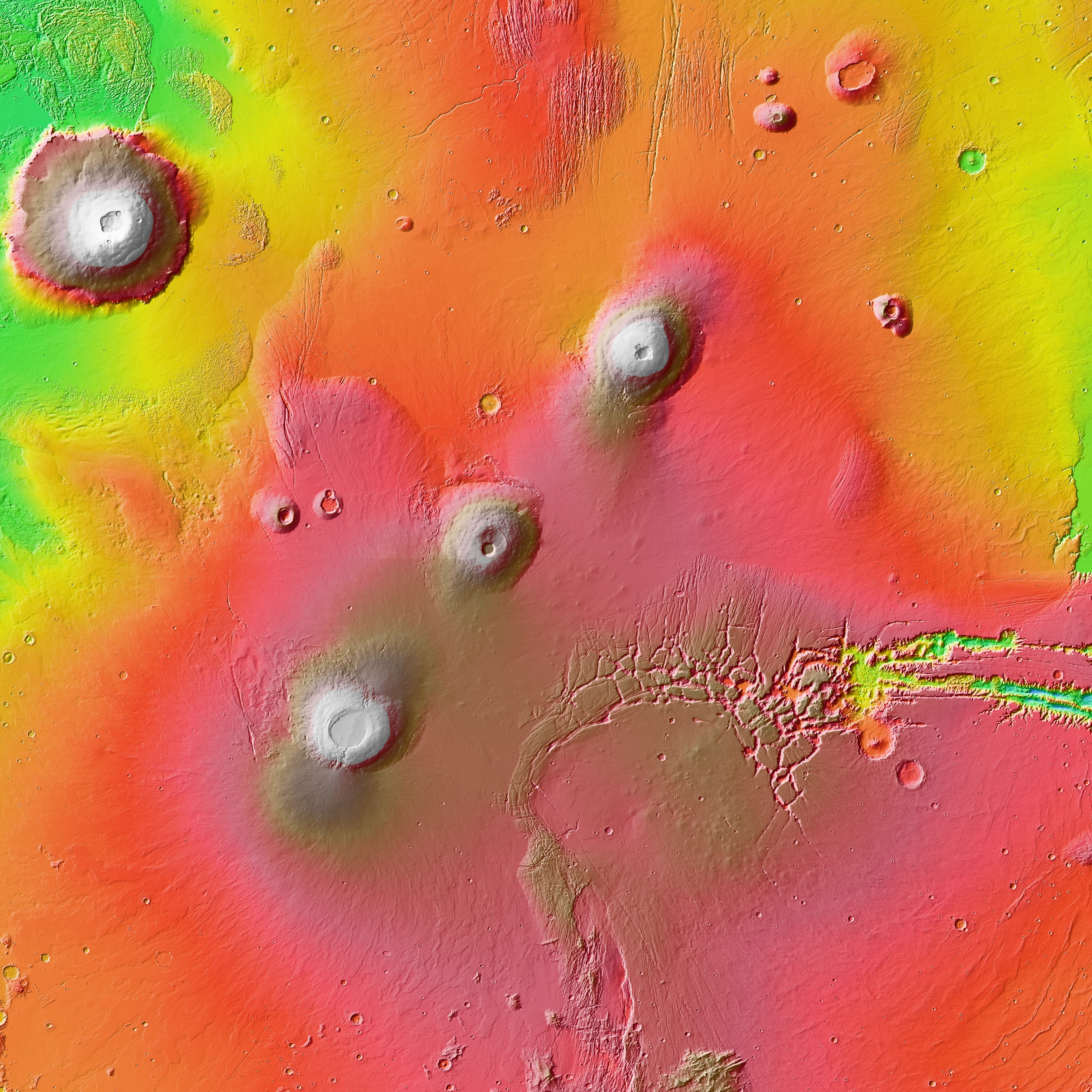
タルシス三山周辺地域の標高図。特徴的な三山の他、左上にはオリンポス山が、右下にはマリネリス峡谷の西側が記されている。

タルシス三山はいずれも巨大な火山であり、直径もパヴォニス山の375 km (233 mi) からアルシア山の475 km (295 mi) まで極めて大きい。アスクレウス山は三山の中で最も高い山で、標高は18 km (59,000 ft) 以上に達し、麓からの高さでも15 km (49,000 ft) 以上となる。地球で最大の火山はハワイ島のマウナ・ロア山であるが、直径は120 km (75 mi) 程であり、麓（海底）からの高さも9 km (30,000 ft) に留まる。
タルシス三山は火星の赤道近くの火山平原であるタルシス地域に位置している。タルシス地域は数千kmの幅があり、標高も惑星の平均標高より10 km (33,000 ft) 近く高い。タルシス地域の端の、タルシス三山から北西1,200 km (750 mi) の位置にあるオリンポス山は、太陽系で最も高い山である。

## 画像

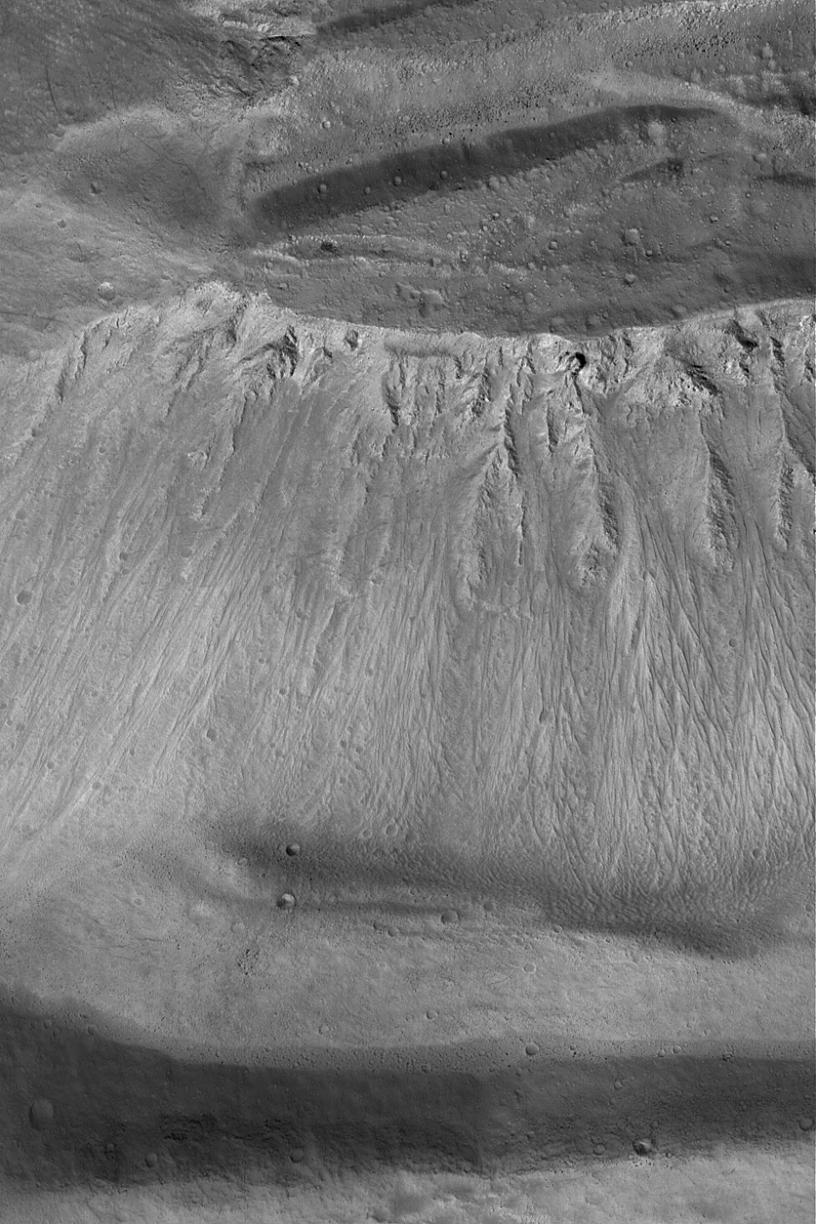
アスクレウス山
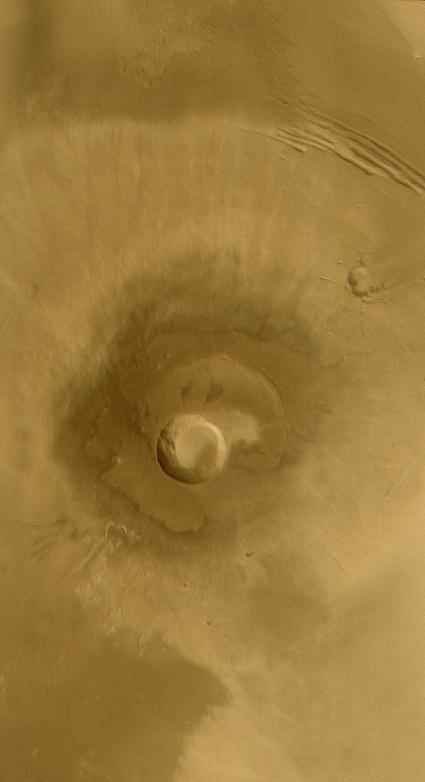
パヴォニス山
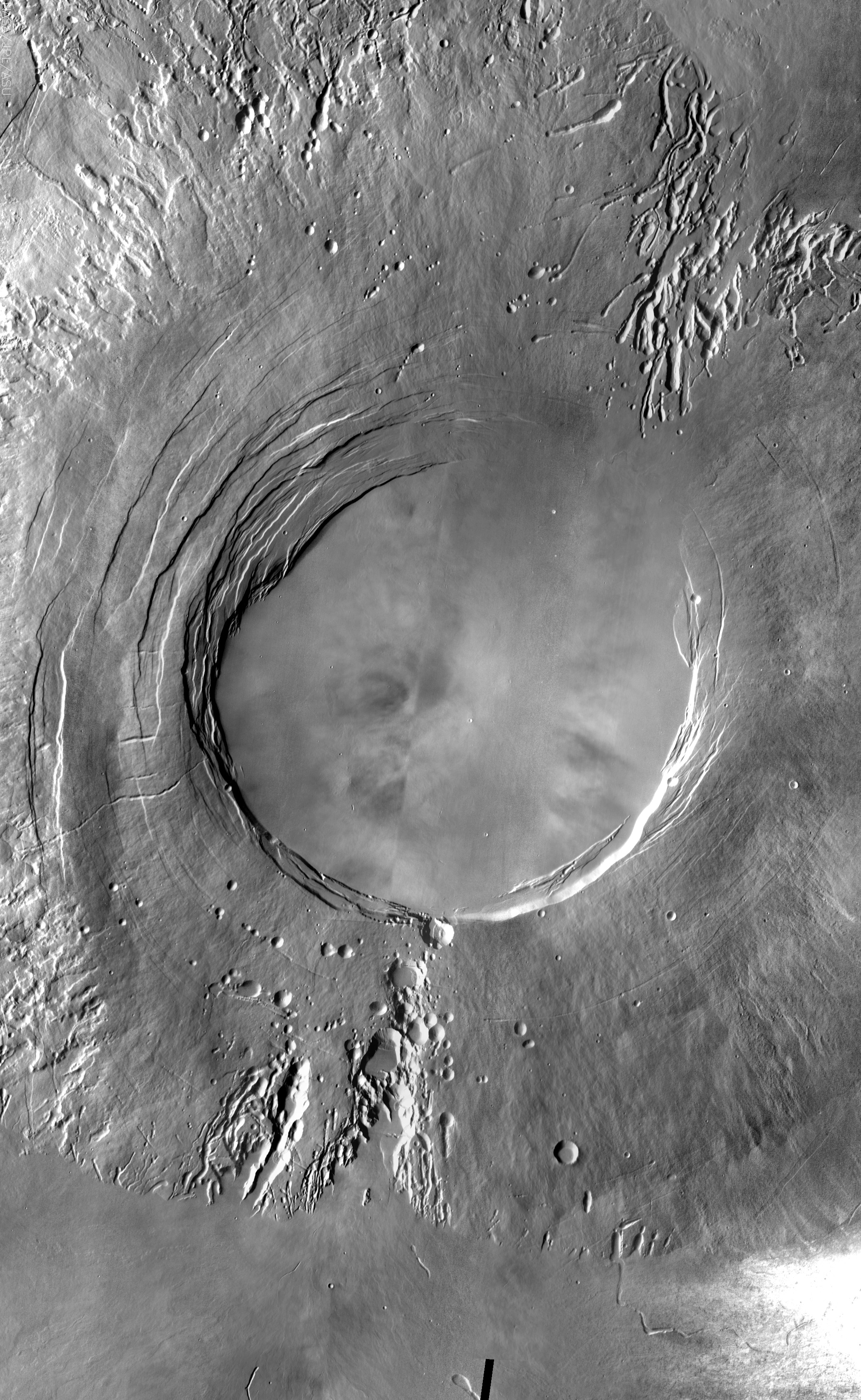
アルシア山